# Microsoft Blend
Microsoft Blend, auch Blend für Visual Studio, früher Microsoft Expression Blend, ist ein Designwerkzeug von Microsoft zur Gestaltung von Benutzeroberflächen von Desktopanwendungen, die unter Microsoft Windows laufen, auf Basis der Windows Presentation Foundation (WPF) und .Net-Framework ab Version 3, sowie von plattformübergreifenden Webanwendungen.

## Expression Blend und XAML
Der WYSIWYG-Editor in Expression Blend erzeugt Vektorgrafiken im XAML-Format. Expression Blend unterstützt in XAML unter anderem dynamische Vektorgrafiken und Animationen, Pixelgrafiken, 3D-Objekte, Videos, Sound und Text sowie komplexe Controls.

## Versionen und die Verwirrung um die Expression Blend 2.5 Tech Preview
Am 30. April 2007 wurde die erste Version von Expression Blend veröffentlicht. Etwa ein Jahr später unterstützte die ursprüngliche Verkaufsversion von Expression Blend 2 zur Veröffentlichung im Juli 2008 nur das damals aktuelle Silverlight 1.0. Zur Entwicklung von Anwendungen für Vorabversionen von Silverlight 2 stellte Microsoft vor der Veröffentlichung von Silverlight 2 bereits eine kostenlose erweiterte Version von Expression Blend mit der Versionsnummer 2.5 zur Verfügung. Eine offizielle Verkaufsversion von Expression Blend 2.5 wurde allerdings nie veröffentlicht – die Funktionen zur Entwicklung für Silverlight 2 wurden mit dem ServicePack 1 in Expression Blend 2 integriert. ServicePack 1 wurde gleichzeitig mit Silverlight 2 im Oktober 2008 veröffentlicht und erweitert Expression Blend 2 um Funktionen zur Entwicklung von Anwendungen für Silverlight 2 mit .NET-Sprachen wie C# oder VB.NET, aber auch mit Ruby und Python.
Im Juli 2009 wurde Expression Blend 3 zusammen mit Silverlight 3 veröffentlicht. Die englische Version von Expression Studio 4 Ultimate, welches neben Expression Blend 4 auch Expression Web 4, Expression Encoder 4 und Expression Design 4 enthält, ist am 7. Juni 2010 veröffentlicht worden, die deutsche Version erschien am 26. August 2010. Anfang 2012 wurde Expression Blend als eigenständiges Werkzeug zusammen mit Visual Studio 2012 als Bundle ausgeliefert und ist seit dem nicht mehr als Einzelprodukt zu erwerben. Unter dem Namen "Blend for Visual Studio 2013" ist es weiterhin Bestandteil aller Versionen von Visual Studio 2013, einschließlich der kostenlos erhältlichen Express-Version.

## Funktionen in Expression Blend
Effektives Prototyping mit SketchFlow
SketchFlow ermöglicht es, den Ablauf einer Anwendung schnell aufzubauen, mit dem Layout einzelner Bildschirme zu experimentieren und schnell verschiedene Konzepte testen zu können. Außerdem ist es möglich, Controls in der Prototype Phase in einem „sketchy style“ (Bleistiftskizze) zu erstellen, um es Kunden zu ermöglichen, sich auf das Konzept der Anwendung zu konzentrieren. Diese Bedienelemente haben denselben Funktionsumfang wie normale Buttons, Textfelder etc., sind aber noch nicht auf ein spezielles Design festgelegt. Nachdem die Struktur der Oberfläche festgelegt ist, kann das Design aller Controls nachträglich geändert werden. Mit Hilfe des SketchFlow Players kann Feedback von verschiedenen Testern eingefordert und seit Version 4 auch mit Hilfe einer Integration von Microsoft Sharepoint aggregiert bearbeitet werden.
Adobe Photoshop und Adobe Illustrator Import
Expression Blend beinhaltet Importer sowohl für Adobe Photoshop als auch Adobe Illustrator. Während des Imports kann man die Photoshop Datei sehen und die Ebenen einzeln auswählen, die man importieren möchte. Ebenen können leicht gruppiert werden und Elemente bewahren ihr Original-Format: Ebenen, Ebenen Position, editierbarer Text und Vektoren.
Silverlight 3 und Silverlight 4 Unterstützung
Mit Expression Blend lassen sich Silverlight Anwendungen erstellen. Der Visual State Manager, 3D Transformationen, visuelle Effekte wie blur (Weichzeichnen) und glow (Glühen), Hardwarebeschleunigung, individuell anpassbare Komponenten und HD Video sind Dinge, die neue Konzepte ermöglichen.
Behaviors
Ein Behavior ist ein wiederverwendbarer Interaktivitäts-Baustein, das direkt auf Benutzeroberflächen Elemente in Expression Blend angewandt werden kann, ohne Code zu schreiben. Interaktivitäten, die ein Entwickler vorher in gewöhnlichem Code geschrieben hat, können nun verpackt und als wiederverwendbares Behavior eingesetzt werden. Auch diese Behaviors können erstellt und gemeinsam im Team verwendet werden, wodurch es ermöglicht wird, Interaktivität einheitlich in einem Projekt zu verwenden.
Visual State Manager, State Animation und Fluid Layout
Designer haben nun absolute Kontrolle, wie Benutzeroberflächenelemente interagieren. Ob ein Element in einem Control in eine bestimmte Position einrastet oder gleitet, sich linear oder  mit Trägheit bewegt – verschiedenste Interaktionsmodelle sind verfügbar. Fluid Layout stellt morphing-Animationen zur Verfügung, die visuelle Elemente zwischen verschiedenen Bildschirmlayouts weich überblenden.
Silverlight Easing Funktionen
Mit den vorgegebenen Easing-Animationen kann man auf einfache Weise physikalisch realistische Animationen erstellen. Jede Easing-Funktion hat individuell anpassbare Parameter, die dem Designer die volle Kontrolle über Art der Bewegung geben.
Code Editor und Intellisense
Expression Blend beinhaltet einen vollwertigen Code Editor mit XAML, C# und VB Intellisense Unterstützung. Man hat nun die Wahl, ob man Code in Visual Studio schreibt oder direkt in Expression Blend bearbeitet.
Workspace docking
Individuelle Arbeitsbereiche können nun gespeichert werden. Außerdem ist es möglich, Werkzeuge und Bedienelemente auf mehreren Monitoren entkoppelt voneinander zu verwenden.

## Codename und Historie von Expression Blend
Der ursprüngliche Codename für Expression Blend war „Sparkle“. Sparkle entstand ursprünglich bei der Entwicklung der Windows Presentation Foundation (damals noch als Avalon bezeichnet) aus dem Bedürfnis einer Gruppe Tester, ein in WPF entwickeltes Produkt zum Testen der neuen WPF-Grafik-Engine von Windows verwenden zu können. Sparkle und die Folgeversionen sind als WPF-Anwendungen selbst in WPF entwickelt worden. Bis Dezember 2006 war Expression Blend außerdem als Microsoft Expression Interactive Designer angekündigt; unter diesem Namen war auch eine frühe Vorabversion (DTP) verfügbar. Im Dezember 2006 wurde von Microsoft der endgültige Name Microsoft Expression Blend bekanntgegeben.
Am 24. Januar 2007 erschien die erste öffentliche Beta-Version von Expression Blend. Die erste offizielle englischsprachige Verkaufsversion wurde am 30. April 2007 veröffentlicht; die deutsche Fassung von Expression Blend 1 erschien im Juli 2007. Im Juli 2008 erschien Expression Blend 2, im Juli 2009 Expression Blend 3.

## Import aus anderen Programmen
Grafiken und XAML-Ressourcen, die in Microsoft Expression Design 2 generiert worden sind, können in Expression-Blend-2-Projekte importiert werden. Weiterhin können Silverlight-Media-Projekte, die mit Microsoft Expression Encoder 2 erstellt worden sind, importiert werden. Diese können mit neuen Funktionen oder visuellen Elementen erweitert werden, anschließend können sie in Expression Encoder 2 wieder verwendet werden.